# Puchar Europy w Biegu na 10 000 metrów 2000
4. Puchar Europy w Biegu na 10 000 metrów – zawody lekkoatletyczne, które odbyły się 1 kwietnia 2000 w Lizbonie.

## Rezultaty

### Mężczyźni
| Konkurencja   | 1. miejsce     | Rezultat           | 2. miejsce | Rezultat            | 3. miejsce               | Rezultat            |
| ------------- | -------------- | ------------------ | ---------- | ------------------- | ------------------------ | ------------------- |
| Indywidualnie | Enrique Molina | 27:59,80           | Karl Keska | 28:00,56            | Alberto García Fernández | 28:01,11            |
| Drużynowo     | Hiszpania      | 1:24:06,77 (9 pkt) | Portugalia | 1:24:16,38 (17 pkt) | Wielka Brytania          | 1:24:40,32 (27 pkt) |

### Kobiety
| Konkurencja   | 1. miejsce     | Rezultat            | 2. miejsce     | Rezultat            | 3. miejsce    | Rezultat            |
| ------------- | -------------- | ------------------- | -------------- | ------------------- | ------------- | ------------------- |
| Indywidualnie | Fatima Yvelain | 31:43,29            | Gunhild Haugen | 31:47,89            | Agata Balsamo | 31:56,56            |
| Drużynowo     | Portugalia     | 1:36:43,78 (23 pkt) | Norwegia       | 1:37:14,73 (38 pkt) | Hiszpania     | 1:37:24,41 (38 pkt) |